# Séquia de Manresa

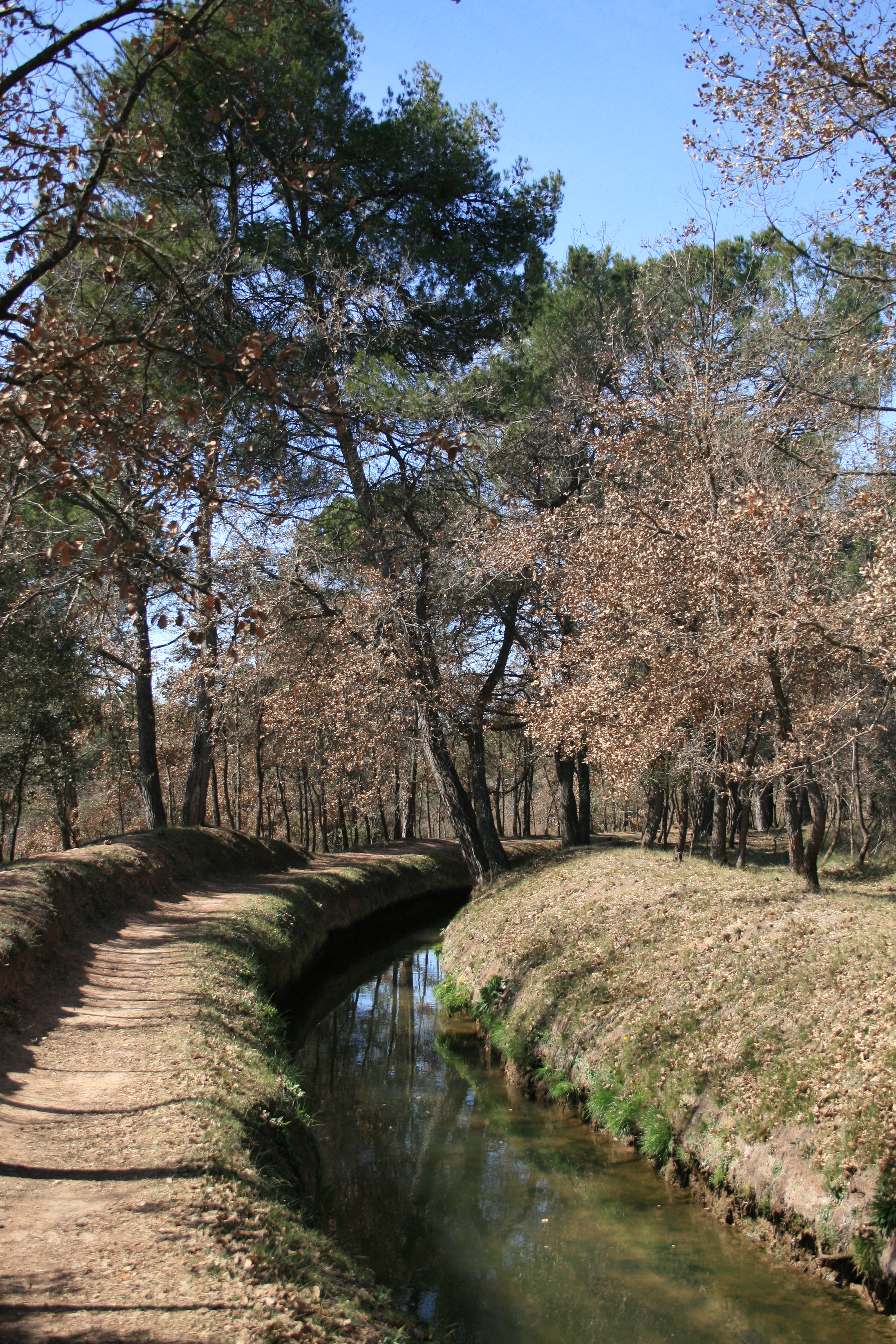
Tram de la Séquia de Manresa al seu pas pel terme de Sallent.

La Séquia de Manresa, localment la Séquia, és un canal de regadiu cabdal en la història de Manresa. Se n'inicià la construcció l'any 1339 i fou acabada l'any 1383. Té un recorregut de 26,7 km, un desnivell de 10 m i un cabal d'1 m³/s. En fou autoritzada la construcció pel rei Pere III. La tradició popular relaciona la construcció de la Séquia amb el famós miracle de la llum. Els estudis previs d'anivellament, la planificació i la direcció de l'obra anà a càrrec de l'arquitecte («mestre major») Guillem Catà.
La Séquia de Manresa és una de les obres d'enginyeria més importants fetes al Bages durant l'edat mitjana. Aquest canal, projectat amb una extraordinària visió de futur, va servir per resoldre els problemes de sequera a la ciutat i, encara actualment, aporta un cabal d'aigua suficient per abastir Manresa i algunes poblacions de la rodalia. És una obra inclosa en l'Inventari del Patrimoni Arquitectònic de Catalunya.

## Recorregut

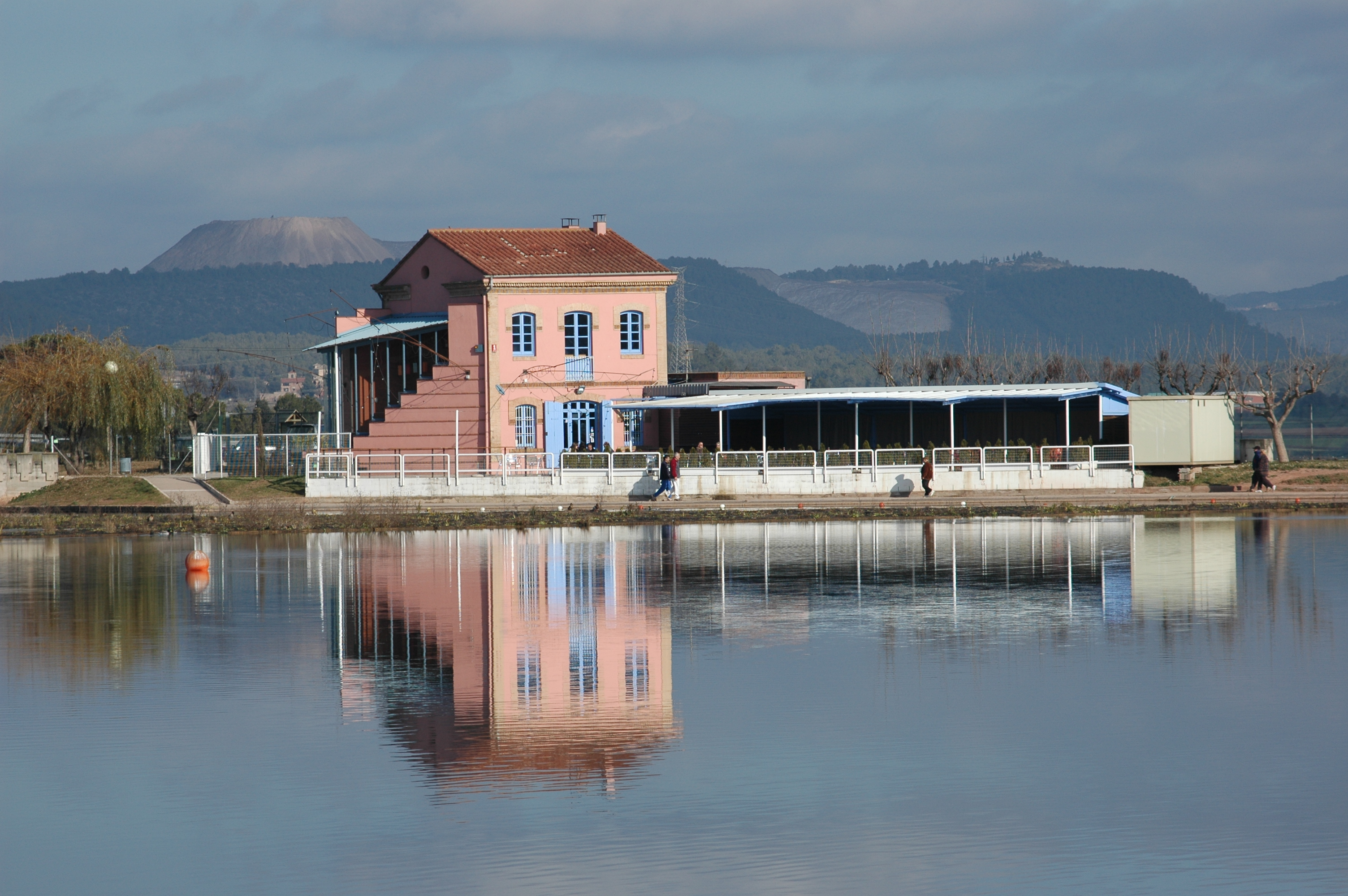
El llac del Parc de l'Agulla

La séquia té un recorregut de 26 km i 10 m de desnivell. La captació d'aigües es fa sota el balç del castell mitjançant la resclosa anomenada "resclosa dels manresans", de 250 metres, a Balsareny, i travessa els municipis de Balsareny, Sallent, Santpedor, Sant Fruitós de Bages i arriba al Parc de l'Agulla de Manresa. Antigament arribava fins dins les muralles de la ciutat.
En el seu itinerari se serveix de 34 ponts de pedra i 70 pontarrons, entre els quals cal destacar el pont de Santa Maria i el de Conangle, que separa el terme de Sallent del de Balsareny. També compta amb algunes mines (passos subterranis del canal, per no perdre el nivell). I s'hi poden trobar fites termeneres de la ciutat de Manresa, ja que tota la séquia pertany al terme municipal de Manresa.

## Història
L'any 1336 Manresa patí una gran sequera que deixà els manresans a la misèria, fins i tot alguns van haver d'emigrar a altres contrades.

### Inici
El mes d'abril de l'any 1339 els consellers de la ciutat Jaume d'Artés, Beltran de Castellbell, Bernat de Sallent, Pere Vilella, Jaume Amergós i Berenguer Canet, decidiren construir la gran obra de la séquia. El rei Pere el Cerimoniós, atenent les justes i fonamentades súpliques dels síndics de Manresa, concedí el 23 d'agost del mateix any el privilegi de construir la séquia. El 9 d'octubre de 1339 es va fer la subhasta o preu fet de l'obra.
Immediatament, es començaren les obres de construcció del canal sota la direcció del «mestre major» o arquitecte Guillem Catà de Barcelona. La presa d'aigües del riu Llobregat es va fer per sota del castell de Balsareny i s'inicià amb la construcció de la resclosa davant el molí anomenat de Mateu de Vilallonga.
Més tard, el bisbe de Vic, Galcerà Sacosta, molest per les obres, prohibeix que la séquia passi, al terme de Sallent, pels terrenys propietat del bisbat. Però els manresans estaven decidits a continuar l'obra i els consellers i jurats van manifestar que estaven disposats a indemnitzar tots els danys i perjudicis que ocasionés. Davant d'això, el bisbe executà sentència d'excomunió contra la Universitat de Manresa, contra els consellers i jurats i contra els mestres de pedra, inclòs el mestre Guillem Catà i el seu fill.

### La misteriosa Llum
Segons la tradició, a les nou del matí del dia 21 de febrer de l'any 1345, un globus resplendent que venia de la muntanya de Montserrat es dirigí a l'església del Carme de Manresa, hi entrà per una de les finestres de la façana principal, s'aturà a la clau de l'absis i després es migpartí en dos globus iguals, que al cap de pocs minuts tornaren a unir-se formant un sol globus que va tornar a sortir del temple per adreçar-se cap a Montserrat. Els manresans veieren en aquest fet un miracle diví a favor de la ciutat. Un mes i quinze dies després del fet moria el bisbe de Vic. El seu successor, Miquel de Ricomà, s'apressà a conciliar els interessos de l'Església amb els de la ciutat de Manresa. Es formalitzà escriptura de conveni (un pacte de «Concòrdia») que fou signada el 19 de novembre de 1345 amb l'aprovació del rei Pere i el papa Climent VI. L'obra es reprengué amb la direcció del mestre Arnau Fuster.
Per rememorar aquest fet, el misteri d'una llum provinent de Montserrat que va entrar a l'església de Carme i que així es va resoldre el conflicte que havia interromput la construcció de la séquia, se celebra cada any, entorn el 21 de febrer dins dels actes de la Festa de la Llum, la "Fira de l'Aixada", en què el barri antic de la ciutat es transforma durant un cap de setmana en un barri del segle xiv, amb paradetes d'artesans, mestres d'ofici, joglars, teatre al carrer, tallers per a infants i també amb l'escenificació de la Misteriosa Llum i moltes activitats tant per a adults com per a infants.

### Fi del canal
L'any 1348 la cruel epidèmia de pesta negra va paralitzar altra vegada l'obra de la séquia durant deu anys. Finalment, l'any 1375 el canal arribava a l'agulla, terme municipal de Manresa. Des d'aquest punt es van construir els ramals que portaven les aigües a les partides de Santa Clara i Puigterrà fins a les muralles de la ciutat. L'obra de la séquia fou acabada l'any 1383 amb l'arribada de les aigües del riu Llobregat a dins les muralles de la ciutat de Manresa (al lloc de l'actual plaça Europa). 

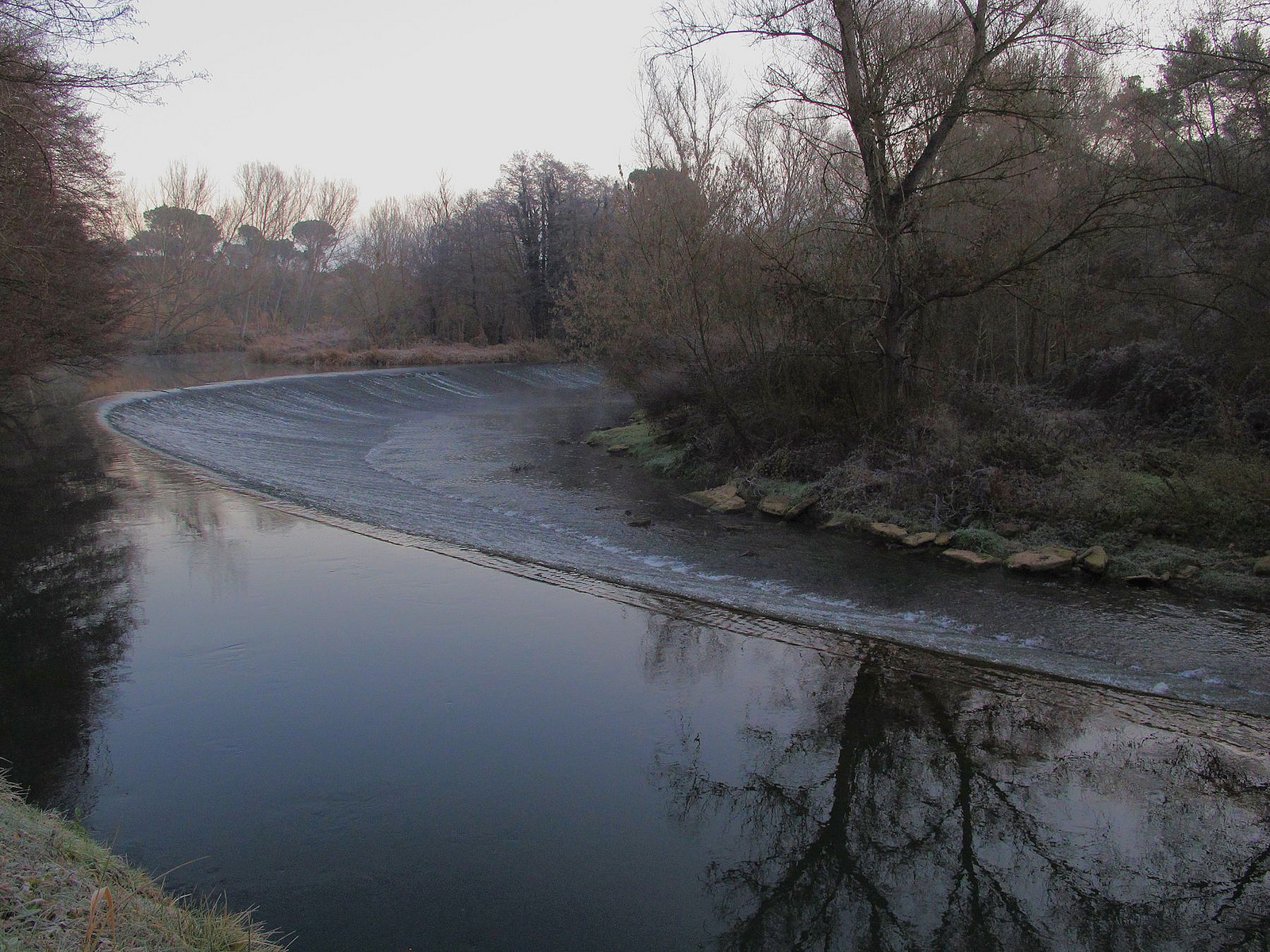
Resclosa dels manresans, inici de la Séquia sota el Castell de Balsareny

L'any 1815 el rei Ferran VII d'Espanya aprovà per decret el nou pla d'administració del canal que instituïa una Junta composta per un president, que havia de ser l'alcalde, i uns vocals que serien persones de diferents classes socials. Per poder fer ús domèstic de les aigües, l'any 1862 es van construir uns dipòsits en la partida de la Creu Guixera, obra que es va acabar l'any 1865. Amb l'augment de la població, aquests dipòsits d'aigua potable, resultaren insuficients i la Junta va decidir l'any 1888 de construir dos dipòsits més a la partida de Can Font.
Han sovintejat els conflictes entre la Junta de la séquia de Manresa i els propietaris dels horts de les seves vores; la pràctica de foradar la canalització per regar a través d'unes obertures que després es tornaven a tapar acuradament va ser prohibida per la Junta l'any 1787. Tot i així els conflictes han continuat. L'any 1583 una forta crescuda del riu va destruir la resclosa. Inicialment aquesta era de fusta i pedra fins que a mitjans del segle XX es va construir l'actual, de formigó.

### Subministrament a Santpedor
La Séquia creua el terme de Santpedor per la part est, des dels plans de Santa Anna fins a la zona de Comabella.
Durant segles, Santpedor va veure passar l'aigua de la Séquia pel seu terme sense poder-se'n servir. Tanmateix, valent-se d'un petit buit legal, els santpedorencs en treien aigua per als horts i per a uns safaretjos veïns, però els manresans no sempre foren iguals de permissius. De fet, la història de la vila és plena de conflictes i litigis per l'aigua de la Séquia entre el Comú de la Vila o la Comunitat de Preveres (que tenia terres a Claret) i els manresans.
El 1932 Santpedor obté finalment l'autorització d'utilitzar-ne el cabal per al consum dels seus habitants.

## La transsèquia
La transsèquia és una caminada popular no competitiva, més aviat de caràcter familiar, festiu i ecològic que ressegueix el camí de la Séquia de Manresa des de Balsareny a Manresa i que té lloc un cop a l'any. Es pot fer a peu, a cavall o amb bicicleta. El 2008 va celebrar la seva 25a edició. El 2014 la Transèquia viu novetats tant pel que fa als organitzadors com a les rutes corrent i en bicicleta dissenyades per Leksport i per Som365, respectivament.